# Hereroa
Hereroa is een geslacht uit de ijskruidfamilie (Aizoaceae). De soorten uit het geslacht komen voor in Zuid-Afrika.

## Soorten
- Hereroa acuminata L.Bolus
- Hereroa aspera L.Bolus
- Hereroa brevifolia L.Bolus
- Hereroa calycina L.Bolus
- Hereroa carinans (Haw.) Dinter & Schwantes ex H.Jacobsen
- Hereroa concava L.Bolus
- Hereroa crassa L.Bolus
- Hereroa fimbriata L.Bolus
- Hereroa glenensis (N.E.Br.) L.Bolus
- Hereroa gracilis L.Bolus
- Hereroa granulata (N.E.Br.) Dinter & Schwantes
- Hereroa herrei Schwantes
- Hereroa hesperantha (Dinter & A.Berger) Dinter & Schwantes
- Hereroa incurva L.Bolus
- Hereroa joubertii L.Bolus
- Hereroa latipetala L.Bolus
- Hereroa muirii L.Bolus
- Hereroa nelii Schwantes
- Hereroa odorata L.Bolus
- Hereroa pallens L.Bolus
- Hereroa puttkameriana (Dinter & A.Berger) Dinter & Schwantes
- Hereroa rehneltiana (A.Berger) Dinter & Schwantes
- Hereroa stanfordiae L.Bolus
- Hereroa stenophylla L.Bolus
- Hereroa tenuifolia L.Bolus
- Hereroa teretifolia L.Bolus
- Hereroa willowmorensis L.Bolus
- Hereroa wilmaniae L.Bolus

... · 
Antimima · 
Argyroderma · 
Carpobrotus · 
Disphyma · 
Dorotheanthus · 
Gibbaeum · 
Lapidaria · 
Lithops · 
Mesembryanthemum · 
Sceletium · 
Tetragonia · 
...